# Villatoya (kommunhuvudort)
Villatoya är en kommunhuvudort i Spanien.   Den ligger i provinsen Provincia de Albacete och regionen Kastilien-La Mancha, i den östra delen av landet, 240 km sydost om huvudstaden Madrid. Villatoya ligger 395 meter över havet och antalet invånare är 197.
Terrängen runt Villatoya är kuperad åt sydväst, men åt nordost är den platt. Villatoya ligger nere i en dal. Runt Villatoya är det mycket glesbefolkat, med 2 invånare per kvadratkilometer. Närmaste större samhälle är Casas Ibáñez, 15,3 km väster om Villatoya. Omgivningarna runt Villatoya är i huvudsak ett öppet busklandskap.